# Villeneuve-du-Paréage
 Villeneuve-du-Paréage  là một xã ở tỉnh Ariège, thuộc vùng Occitanie ở phía tây nam nước Pháp.